# RTS,S
La RTS,S/AS01 (nom comercial Mosquirix) és una vacuna contra la malària de subunitats basada en proteïnes. L'octubre de 2021, l'Organització Mundial de la Salut (OMS) va aprovar la vacuna per a un "ús ampli" en nens, convertint-la en el primer candidat a vacuna contra la malària i en la primera vacuna contra una malaltia parasitària que ha rebut aquesta recomanació.
La vacuna RTS,S va ser concebuda i creada a finals dels anys vuitanta per científics que treballaven als laboratoris SmithKline Beecham Biologicals (ara vacunes GlaxoSmithKline (GSK)) a Bèlgica. La vacuna es va desenvolupar a través d'una col·laboració entre GSK i l'Institut Walter Reed d'Investigació de l'Exèrcit, a l'estat de Maryland (Estats Units) i ha estat finançada en part per la PATH Malaria Vaccine Initiative i la Fundació Bill i Melinda Gates. La seva eficàcia oscil·la entre el 26 i el 50% en lactants i nens petits.
Aprovat per ser utilitzat per l'Agència Europea de Medicaments (EMA) el juliol de 2015, és la primera vacuna contra la malària amb llicència del món i també la primera vacuna amb llicència per a l'ús contra una malaltia parasitària humana. El 23 d'octubre de 2015, el Grup assessor estratègic d'experts en immunització (SAGE) de l'OMS i el Comitè assessor de polítiques contra la malària (MPAC) van recomanar conjuntament una implementació pilot de la vacuna a l'Àfrica. Aquest projecte pilot de vacunació es va llançar el 23 d'abril de 2019 a Malawi, el 30 d'abril de 2019 a Ghana i el 13 de setembre de 2019 a Kenya.